# Racotis monognampta
Racotis monognampta là một loài bướm đêm trong họ Geometridae.